# Margit Laakso
Margit Maria Laakso geboren Grönlund (Vihti, 23 maart 1923 - Helsinki, 31 januari 2013) was een schaatsster uit Finland.

## Resultaten

### Wereldkampioenschappen
| Jaar | Jaar     | Plaats    | Resultaten       | Resultaten                                 |
| ---- | -------- | --------- | ---------------- | ------------------------------------------ |
| 1948 | Allround | Turku     | 9e Allround      | 9e 500 m 9e 1000 m 9e 3000 m 9e 5000 m     |
| 1949 | Allround | Kongsberg | Niet deelgenomen | Niet deelgenomen                           |
| 1950 | Allround | Moskou    | 15e Allround     | 14e 500 m 14e 1000 m 16e 3000 m 13e 5000 m |

### Finse kampioenschappen
| Jaar | Resultaten       | Resultaten                             |
| ---- | ---------------- | -------------------------------------- |
| 1944 | Allround         | 3e 500 m 3e 1500 m 3e 3000 m           |
| 1945 | Niet deelgenomen | Niet deelgenomen                       |
| 1946 | Niet deelgenomen | Niet deelgenomen                       |
| 1947 | Niet deelgenomen | Niet deelgenomen                       |
| 1948 | Niet deelgenomen | Niet deelgenomen                       |
| 1949 | Niet deelgenomen | Niet deelgenomen                       |
| 1950 | Allround         | 2e 500 m 2e 1000 m 2e 3000 m 2e 5000 m |
| 1951 | Allround         | 2e 500 m 3e 1000 m 3e 3000 m 3e 5000 m |

## Persoonlijke records
| Afstand    | Tijd     | Datum            | Baan   |
| ---------- | -------- | ---------------- | ------ |
| 500 meter  | 54,30    | 11 februari 1950 | Moskou |
| 1000 meter | 1.59,50  | 11 februari 1950 | Moskou |
| 1500 meter | 3.12,60  | 12 februari 1944 | Kuopio |
| 3000 meter | 6.16,70  | 11 februari 1950 | Moskou |
| 5000 meter | 11.11,40 | 14 februari 1948 | Turku  |